# Громницкий, Григорий Михайлович
Григорий Михайлович Громницкий (17 ноября 1929, Карловка, Полтавский округ — 24 октября 1956, Будапешт) — гвардии старший лейтенант Советской армии, участник наведения порядка во время подавления Венгерского восстания 1956 года, Герой Советского Союза (1956).

## Биография
Родился 17 ноября 1929 года в посёлке Карловка (ныне — город в Полтавской области Украины). Получил среднее образование.
В 1948 году он был призван на службу в Советскую армию ВС Союза ССР. В 1951 году Громницкий окончил Сумское артиллерийское училище. К осени 1956 года гвардии старший лейтенант Григорий Громницкий командовал миномётной батареей 5-го гвардейского механизированного полка 2-й гвардейской механизированной дивизии. Отличился во время подавления Венгерского восстания 1956 года.
24 октября 1956 года Громницкий погиб в бою с венгерскими повстанцам в Будапеште. Похоронен на кладбище «Керепеши» в Будапеште.
Указом Президиума Верховного Совета СССР от 18 декабря 1956 года за «мужество и отвагу, проявленные при выполнении воинского долга» гвардии старший лейтенант Григорий Громницкий посмертно был удостоен высокого звания Героя Советского Союза. Также посмертно был награждён орденом Ленина.